# FC 터터바녀
FC 터터바녀(헝가리어: FC Tatabánya)는 터터바녀를 연고로 하는 헝가리의 축구 클럽이다. 현재는 넴제티 버이녹샤그 II에 참가하고 있다.

## 성적
- 미트로파컵 2회 우승 (1973, 1974)

## 선수 명단

### 현역
참고: FIFA 자격 규정에 따라 소속된 국가대표팀 국기를 표시합니다. 선수는 복수의 FIFA 비회원국 국적을 가지고 있을 수 있습니다.
| 번호 | 포지션 | 국적 | 이름 |
| ---- | ------ | ---- | ---- |

| 번호 | 포지션 | 국적 | 이름 |
| ---- | ------ | ---- | ---- |

## 역대 감독
| 감독              | 임기        |
| ----------------- | ----------- |
| 그로시치 줄러     | 1963        |
| 히데그쿠티 난도르 | 1966        |
| 키프리치 요제프   | 1999 ~ 2001 |
| 키프리치 요제프   | 2011 ~ 2012 |